# Blamont
Ne doit pas être confondu avec Blâmont.
Pour les articles homonymes, voir Blamont (homonymie).
Blamont est une commune française située dans le département du Doubs, la région culturelle et historique de Franche-Comté et la région administrative Bourgogne-Franche-Comté.
Ses habitants se nomment les Blamontais et Blamontaises.

## Géographie
Blamont est située sur le plateau de Blamont (Lomont), à environ 600 m d'altitude.
Les communes ci-dessous appartiennent également au plateau du Lomont :
| Autechaux-Roide            | Roches-lès-Blamont  |            |
|                            | Blamont             | Glay       |
| Pierrefontaine-lès-Blamont | Villars-lès-Blamont | Dannemarie |

### Climat
Pour des articles plus généraux, voir Climat de la Bourgogne-Franche-Comté et Climat du Doubs.
En 2010, le climat de la commune est de type climat de montagne, selon une étude du Centre national de la recherche scientifique s'appuyant sur une série de données couvrant la période 1971-2000. En 2020, Météo-France publie une typologie des climats de la France métropolitaine dans laquelle la commune est exposée à un climat de montagne ou de marges de montagne et est dans la région climatique  Jura, caractérisée par une forte pluviométrie en toutes saisons (1 000 à 1 500 mm/an), des hivers rigoureux et un ensoleillement médiocre. 
Pour la période 1971-2000, la température annuelle moyenne est de 9,2 °C, avec une amplitude thermique annuelle de 17 °C. Le cumul annuel moyen de précipitations est de 1 312 mm, avec 13 jours de précipitations en janvier et 11 jours en juillet. Pour la période 1991-2020, la température moyenne annuelle observée sur la station météorologique de Météo-France la plus proche, « Saint-Dizier-L'eveque_sapc », sur la commune de Saint-Dizier-l'Évêque à 13 km à vol d'oiseau, est de 10,1 °C et le cumul annuel moyen de précipitations est de 1 099,4 mm. 
La température maximale relevée sur cette station est de 37 °C, atteinte le 13 août 2003 ; la température minimale est de −17,4 °C, atteinte le 20 décembre 2009,,. 
Les paramètres climatiques de la commune ont été estimés pour le milieu du siècle (2041-2070) selon différents scénarios d'émission de gaz à effet de serre à partir des nouvelles projections climatiques de référence DRIAS-2020. Ils sont consultables sur un site dédié publié par Météo-France en novembre 2022.

## Urbanisme

### Typologie
Au 1er janvier 2024, Blamont est catégorisée bourg rural, selon la nouvelle grille communale de densité à 7 niveaux définie par l'Insee en 2022.
Elle est située hors unité urbaine. Par ailleurs la commune fait partie de l'aire d'attraction de Montbéliard, dont elle est une commune de la couronne,. Cette aire, qui regroupe 137 communes, est catégorisée dans les aires de 50 000 à moins de 200 000 habitants,.

### Occupation des sols
L'occupation des sols de la commune, telle qu'elle ressort de la base de données européenne d’occupation biophysique des sols Corine Land Cover (CLC), est marquée par l'importance des forêts et milieux semi-naturels (46,4 % en 2018), une proportion identique à celle de 1990 (46,4 %). La répartition détaillée en 2018 est la suivante : 
forêts (46,4 %), terres arables (28,1 %), prairies (17,7 %), zones urbanisées (7,5 %), zones agricoles hétérogènes (0,4 %). L'évolution de l’occupation des sols de la commune et de ses infrastructures peut être observée sur les différentes représentations cartographiques du territoire : la carte de Cassini (XVIIIe siècle), la carte d'état-major (1820-1866) et les cartes ou photos aériennes de l'IGN pour la période actuelle (1950 à aujourd'hui).

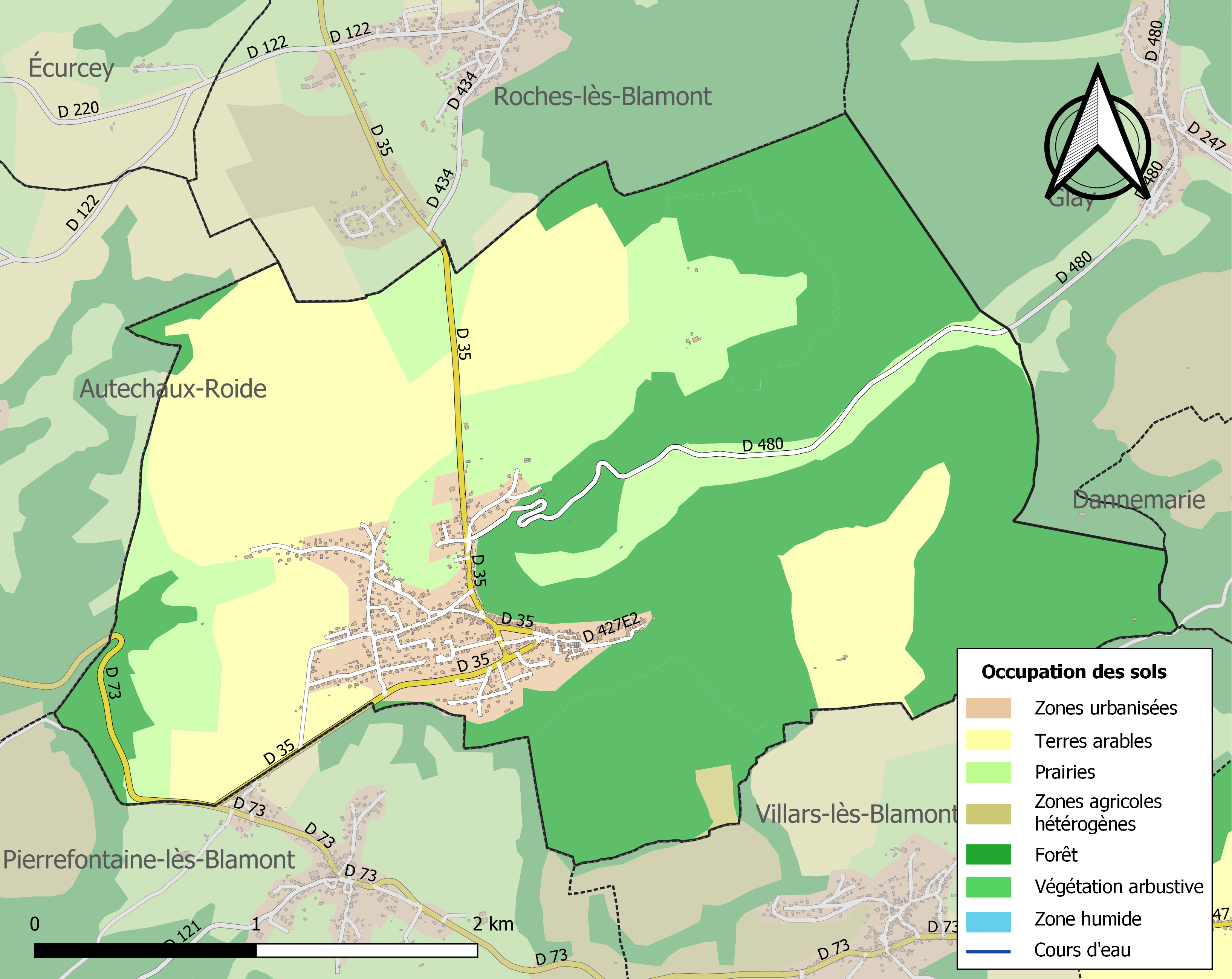
Carte des infrastructures et de l'occupation des sols de la commune en 2018 (CLC).

## Toponymie
Blanmunt en 1232 ; Blammont en 1282 ; Blamont en 1284 ; Blanemont en 1309 ; Blandimonte en 1366 ; Blammont en 1373 ; Albo monte en 1447 ; Blarmont en 1588 ; Blantmont en 1611 ; Blasmont en 1717.

## Histoire
Il semble que l'étymologie de Blamont soit celtique, blan signifie cime et mon source.
L'agglomération se constitue à partir du XIIe siècle et est dotée de fortifications dès cette période. Un  château est construit sur un éperon rocheux dominant le village et relié à celui-ci par un ouvrage avancé. Il est de forme carrée, flanqué d’un réduit d’entrée de forme trapézoïdale. Deux cents hommes peuvent y loger. Les remparts sont composés de murailles épaisses. Il sera assiégé à plusieurs reprises aux XVe, XVIe et XVIIe siècles.
En 1283, la seigneurie de Blamont avec celle du Clémont et du Châtelot furent soustraites des possessions des comtes de Montbéliard afin d'être remises à Thiébaud IV de Neuchâtel-Bourgogne qui était le petit-fils de Thierry III de Montbéliard ; en 1377 ce fut le tour de celle d'Héricourt de les rejoindre.
Au XIVe siècle, il sera fait le bornage des terres de Blamont pour éviter des frictions avec les Montbéliard, le seigneur de Neuchâtel-Bourgogne était représenté à Blamont par Esme Peurresey, écuyer, en qualité de châtelain et Huguenin de Willafans, seigneur de Fay comme bailli.
La seigneurie se composait de 13 paroisses en plus de la petite ville de Blamont. Celle-ci était le siège d'un commandement, d'un bailliage, d'une église, de halles, d'un château, d'un hôpital fondé en 1351 par le seigneur de Neuchâtel-Bourgogne avec le patronage et les dîmes de plusieurs églises pour subvenir à ses besoins[réf. nécessaire] et d'une perception comme en témoigne la présence de Jehan Luclat de Blamont, cité comme receveur du seigneur de Neuchâtel-Bourgogne lors d'une vente le 28 décembre 1396. Parmi les terres que Blamont administre sont celles de Soyhières avec ses dépendances et son château, les droits sur les moulins de Laufon et les territoires de Porrentruy et de Beurnevésin, tout cela fut donné le 26 septembre 1402 par Thiébaud VIII de Neuchâtel à Jean et Thiébaud de Blamont : Nous Thiebaut seigneur de Nuefchastel et conte de Blancmont... donnons, baillons, cedons et transportons a tous iour maix a jehan et a thiebaut de Blancmont frere, nos bien amez escuiers, fils de feu Perrin de Roiche, jadix escuier...touz les droits, actions, raisons et réclamations quelconques, que nous houons, pouhons et deibuons hauoir es villes, finaige et territoires de Pourrentrui et de Burneuesin du dyocese de besancon, au chaistel et fourteresce de Soyeres du dyocese de Basle, et a toute la terre, appartenance et appendisses audit chaistel et fourteresce...et sur les molins de la ville de Loffons dudit diocese de Basle...que feu Jehan Henri de Dele escuier tenoit... Ce fief sera renouvelé le 15 décembre 1403.
Sa charte de franchise lui avait été remise en décembre 1308 par Thiébaud IV de Neuchâtel-Bourgogne. Ce dernier, en décembre de cette année, fait plusieurs concessions aux habitants, tant à ceux du bourg de la halle, qu'à ceux du bourg-dessus qu'il déclare francs de toutes espèces de mainmorte, servitude, exactions, tailles, corvées et charuages[réf. nécessaire]. 
Lors de la guerre de Bourgogne, les Bernois dévastèrent Blamont durant l'été 1473. Le 31 juillet 1475, les Alsaciens et Suisses (4 000 hommes environ) entament le siège du château occupé par les troupes bourguignonnes et en obtiennent la reddition en août 1475[réf. nécessaire]. Le 28 mai 1477, un traité est conclu à Zurich entre la duchesse Marie de Bourgogne et les cantons suisses, il est décidé qu'Héricourt et Châtelot serait à l'archiduc Sigismond tandis que Blamont et Clémont reviendrait à l'évêque de Bâle. Ce dernier les restituera en 1478 aux Neuchâtel-Bourgogne.
À la mort de Guillaume de Neuchâtel-Bourgogne, l'empereur Maximilien en qualité de comte de Bourgogne, ordonnait en 1506 que son procureur-général au bailliage d'Amont se déclare comme propriétaire du fief de Blamont en totalité pour en empêcher la main mise d'Ulric VI de Wurtemberg-Montbéliard. Malgré cela les comtes de Montbéliard reprirent la seigneurie et firent reconstruire le château de Blamont en 1546 qu'ils utilisèrent comme résidence d'été[réf. nécessaire]. Après la conquête française, le château reçoit quelques améliorations : Vauban estime que l’escarpement est bien conçu ; Il n’y propose que des modifications mineures. Il revient en 1687 avec un projet plus important visant à une refonte complète des extérieurs. Finalement, seuls un abri casematé et une tour bastionnée seront construits. À partir de 1699, une garnison est installée[réf. nécessaire].

Assaut de Blamont par les Alsaciens et Suisses en 1475, Zürcher Chronik (chronique de Zurich), XV.

Au début de la campagne de France, l'armée bavaroise, partie de la Sixième Coalition, s'empare par surprise du fort de Blamont le 25 décembre 1813 : une compagnie d'infanterie et un peloton de chevau-légers, sous la conduite du capitaine von Heidegger (ou von Heideck), franchissent le pont-levis et désarment la petite garnison ; ils s'emparent de 12 canons, un mortier et une quantité de munitions,.
Le bâtiment casematé et la tour bastionnée du début du XVIIIe siècle sont les seuls vestiges du fort de Blamont, car un autre château a été bâti sur son emplacement en 1814.
En novembre 1950, l'exploration de la source souterraine de la Creuse s'est terminée par la noyade de 6 spéléologues, prisonniers de la montée des eaux.
En 2017, la ville est choisie comme lieu de tournage par l'équipe NX Télévision lors du Festival du Film d'un Jour.

## Héraldique
Blason de la commune
| Blason de Blamont | Blason  | D'argent à trois monts d'azur.                                                     |
| Blason de Blamont | Détails | Armes parlantes (Blanc et Monts). Le statut officiel du blason reste à déterminer. |

## Politique et administration
| Période                                  | Période                                     | Identité                        | Étiquette | Qualité |
| ---------------------------------------- | ------------------------------------------- | ------------------------------- | --------- | --- |
| 1800                                     | 15 Janvier 1814 (Date de décès à Blamont)   | Georges Philippe Ponssot        |           | Notaire Ancien procureur fiscal de la Seigneurie de Blamont |
| 1814                                     | 1817                                        | Francois Gérard Viette          |           | Marchand de vin en gros (Grand-Père paternel du Ministre Français Jules Viette) |
| 1817                                     | 1830                                        | Louis Xavier Loviat             |           | Chevalier de l'ordre Royal et militaire de Saint Louis |
| 1830                                     | 1833                                        | Francois Gérard Viette          |           | Marchand de vin en gros 1er Suppléant du Juge de Paix du Canton (Grand-Père paternel du Ministre Français Jules Viette) |
| 1833                                     | 1834                                        | Jean Baptiste Petit             |           | Aubergiste |
| 1834                                     | 1835                                        | Louis Joseph Fauche             |           | Cultivateur |
| 1835                                     | 5 décembre 1837 (Date de décès à Blamont)   | Francois Gérard Viette          |           | Marchand de vin en gros 1er Suppléant du Juge de Paix du Canton (Grand-Père paternel du Ministre Français Jules Viette) |
| 1838                                     | 1843                                        | Pierre Germain Perronne         |           | Cultivateur |
| 1843                                     | 1848                                        | Stanislas Berthold              |           | Médecin |
| 1848                                     | 1852                                        | Francois Joseph Viney           |           | Notaire |
| 1852                                     | 1870                                        | Charles Francois Ignace Charue  |           | Capitaine des Douanes |
| 1870                                     | 1870                                        | Jules Francois Stanislas Viette |           | Élu le 4 septembre 1870, n'exerce pas sa fonction de Maire au profit de François Viney en raison de son engagement à la guerre de 1870. - Conseiller Général du Doubs (1871 – 1879) - Député du doubs (9 mars 1876 – 15 février 1894) - Ministre des travaux publics (27 février 1892 – 3 décembre 1893) - Ministre de l'agriculture (12 décembre 1887 – 22 février 1889) |
| 1870                                     | 1874                                        | Francois Joseph Viney           |           | Notaire |
| 1874                                     | 7 décembre 1875 (Date de décès à Blamont)   | Charles Francois Ignace Charue  |           | Capitaine des Douanes |
| 1876                                     | 1879                                        | Eugène Masson                   |           | Huissier |
| 1879                                     | 10 Septembre 1896 (Date de décès à Blamont) | Louis Georges Nicot             |           | |
| 1896                                     | 1897                                        | Alexis Bernardin                |           | |
| 1897                                     | 1908                                        | Edouard Perronne                |           | |
| 1908                                     | 1935                                        | Alfred Masson                   |           | |
| 1935                                     | 1945                                        | Henri Ligier                    |           | |
| 1945                                     | 1953                                        | Gaston Cattin                   |           | |
| 1953                                     | 1977                                        | Félix Trabbia                   | SFIO-PS   | Boulanger Conseiller général du Canton de Hérimoncourt (1958-1976) |
| 1977                                     | 1978                                        | Jacques Guenezan                |           | |
| 1978                                     | 1980                                        | Jean Paul Csuzi                 |           | |
| 1980                                     | 1989                                        | Michel Riche                    |           | |
| 1995                                     | mai 2020                                    | Claude Perrot                   | DVG       | Médecin |
| mai 2020                                 | En cours                                    | Serge Delfils                   |           | Ingénieur et cadre technique d'entreprise |
| Les données manquantes sont à compléter. |                                             |                                 |           | |

## Population et société

### Démographie
L'évolution du nombre d'habitants est connue à travers les recensements de la population effectués dans la commune depuis 1793. Pour les communes de moins de 10 000 habitants, une enquête de recensement portant sur toute la population est réalisée tous les cinq ans, les populations de référence des années intermédiaires étant quant à elles estimées par interpolation ou extrapolation. Pour la commune, le premier recensement exhaustif entrant dans le cadre du nouveau dispositif a été réalisé en 2004.

En 2022, la commune comptait 1 236 habitants, en évolution de +0,82 % par rapport à 2016 (Doubs : +1,88 %, France hors Mayotte : +2,11 %).
| 1793 | 1800 | 1806 | 1821 | 1831 | 1836 | 1841 | 1846 | 1851 |
| ---- | ---- | ---- | ---- | ---- | ---- | ---- | ---- | ---- |
| 615  | 543  | 533  | 641  | 679  | 675  | 698  | 718  | 686  |

| 1856 | 1861 | 1866 | 1872 | 1876 | 1881 | 1886 | 1891 | 1896 |
| ---- | ---- | ---- | ---- | ---- | ---- | ---- | ---- | ---- |
| 624  | 645  | 720  | 646  | 694  | 641  | 655  | 669  | 671  |

| 1901 | 1906 | 1911 | 1921 | 1926 | 1931 | 1936 | 1946 | 1954 |
| ---- | ---- | ---- | ---- | ---- | ---- | ---- | ---- | ---- |
| 632  | 563  | 514  | 417  | 512  | 583  | 594  | 533  | 724  |

| 1962 | 1968 | 1975  | 1982  | 1990  | 1999  | 2004  | 2006  | 2009  |
| ---- | ---- | ----- | ----- | ----- | ----- | ----- | ----- | ----- |
| 731  | 728  | 1 045 | 1 021 | 1 026 | 1 042 | 1 106 | 1 131 | 1 097 |

| 2014  | 2019  | 2022  | - | - | - | - | - | - |
| ----- | ----- | ----- | - | - | - | - | - | - |
| 1 197 | 1 210 | 1 236 | - | - | - | - | - | - |

### Santé
L'hôpital le plus proche est l'hôpital Nord Franche-Comté situé à Trévenans, dans le sud du Territoire de Belfort (département voisin),.

## Lieux et monuments

Lieux et monuments
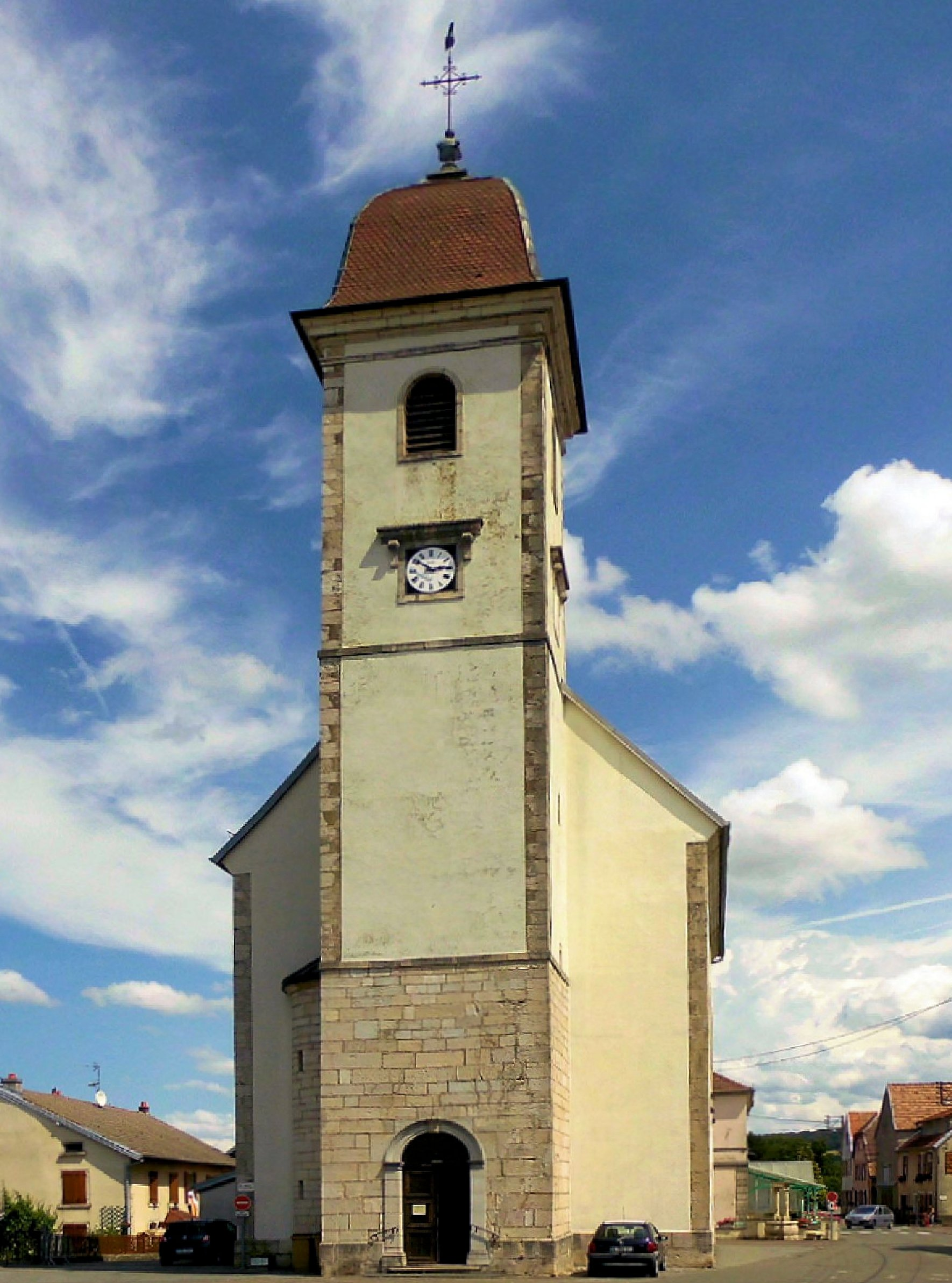
L'église de la Purification-de-Notre-Dame.
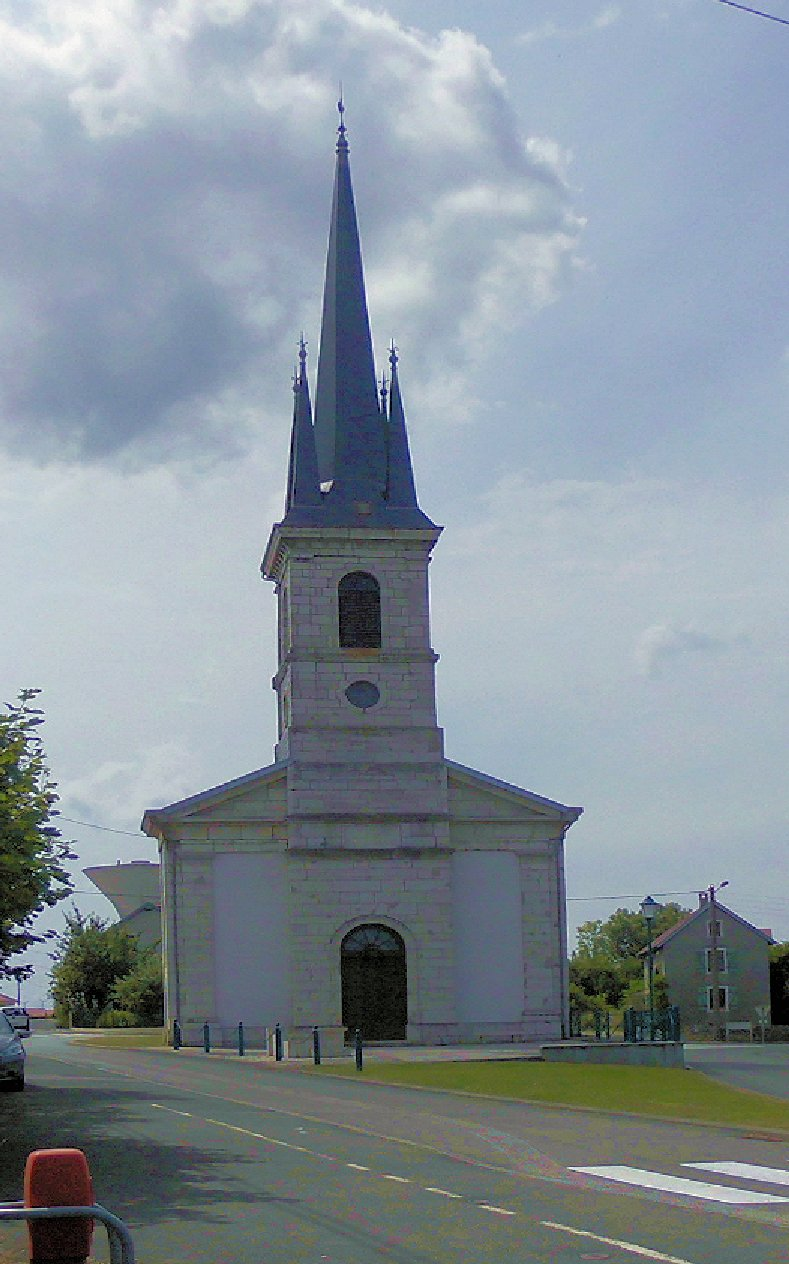
Temple protestant.
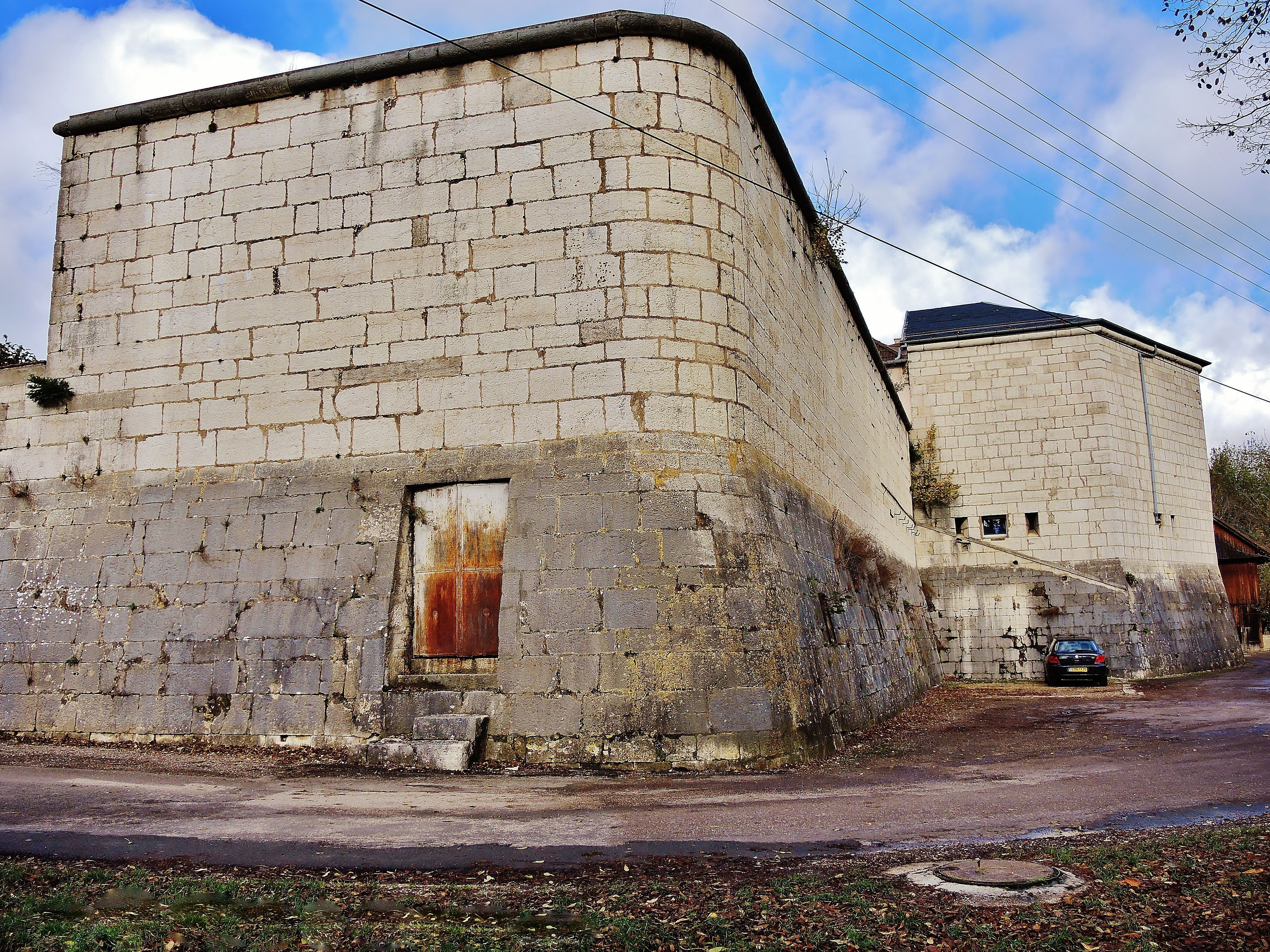
Vestiges des murailles de l'ancien château
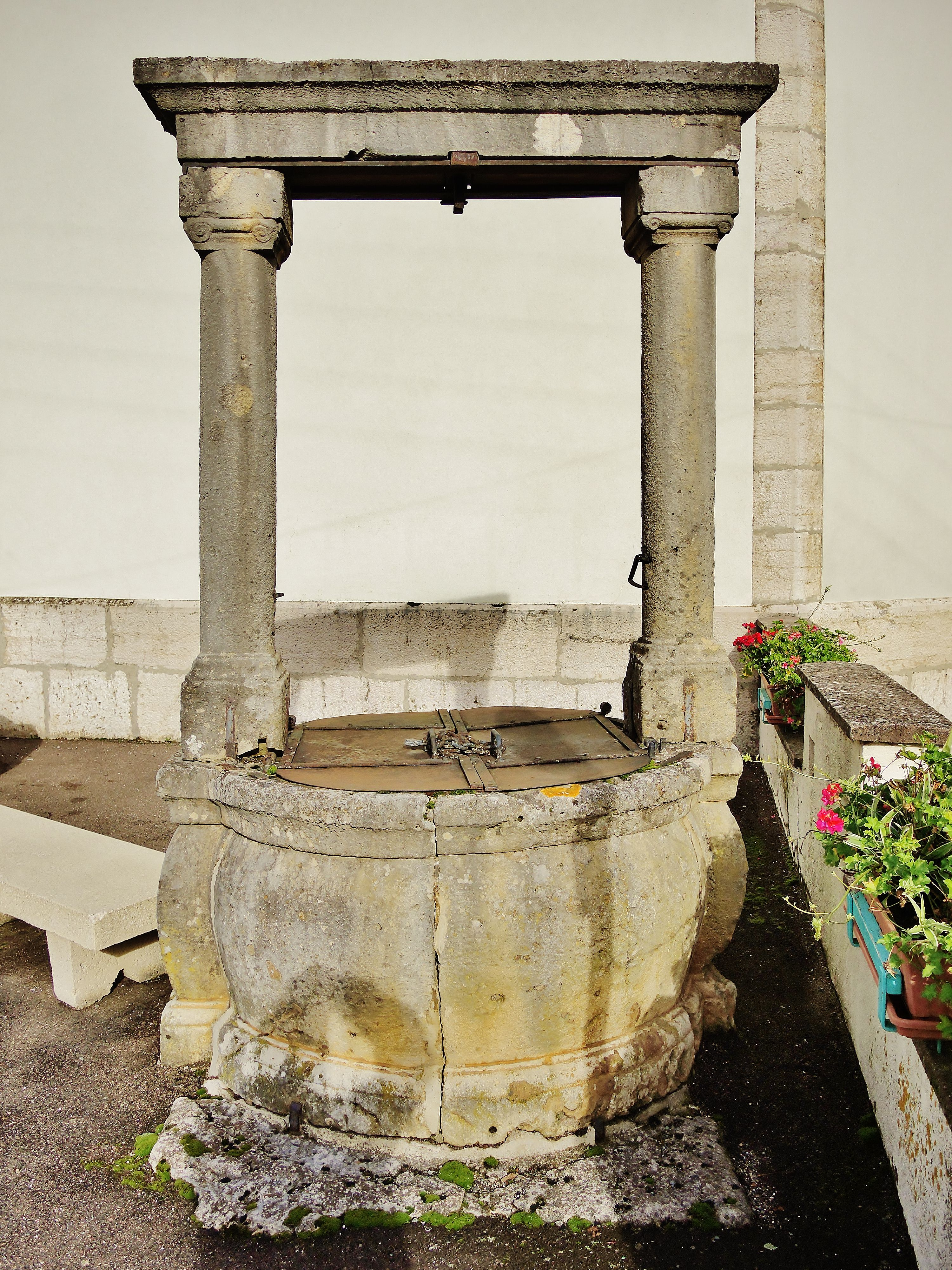
Puits de l'ancien château

Eaux et forêts
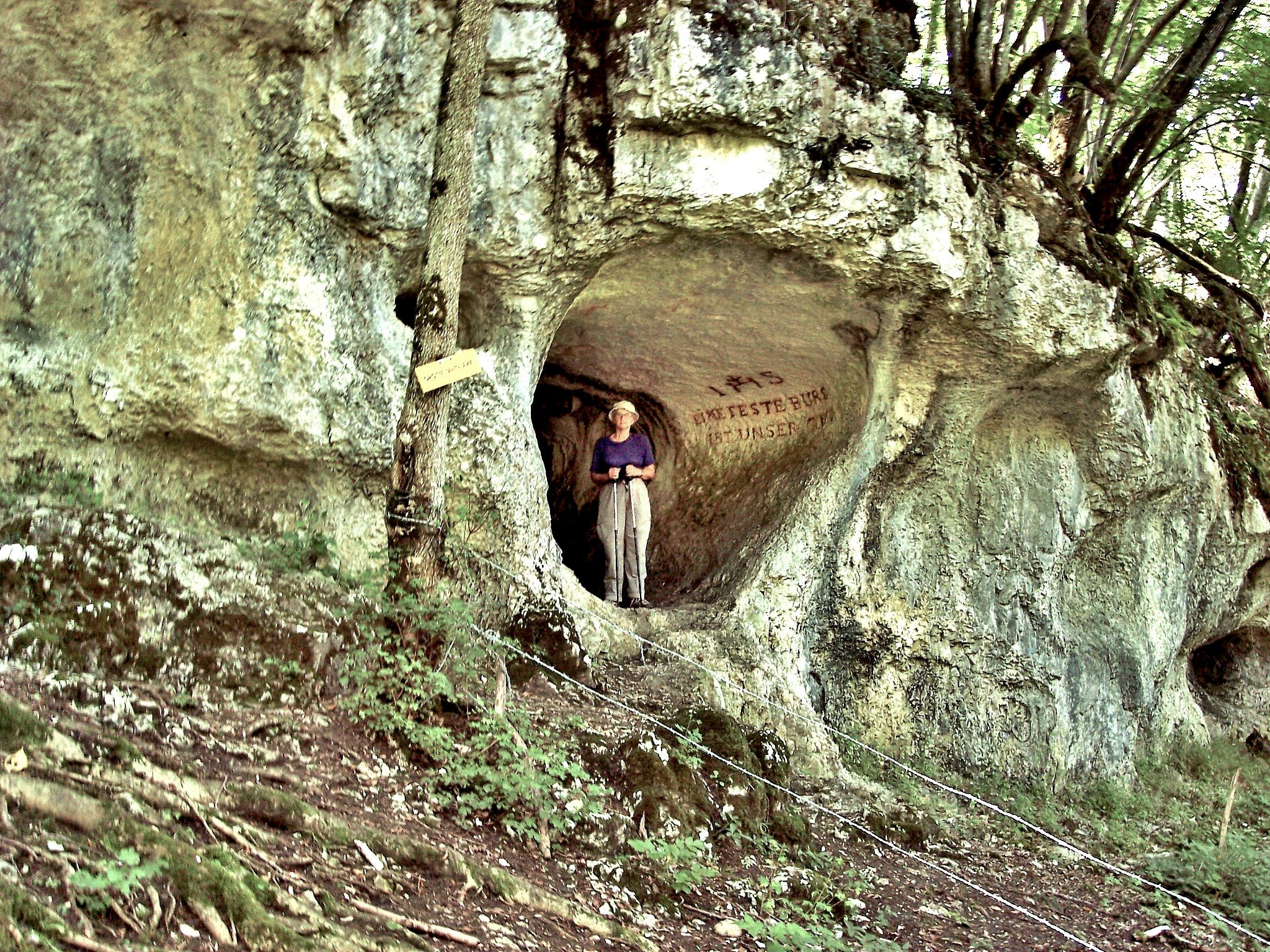
Grotte de tante Airie
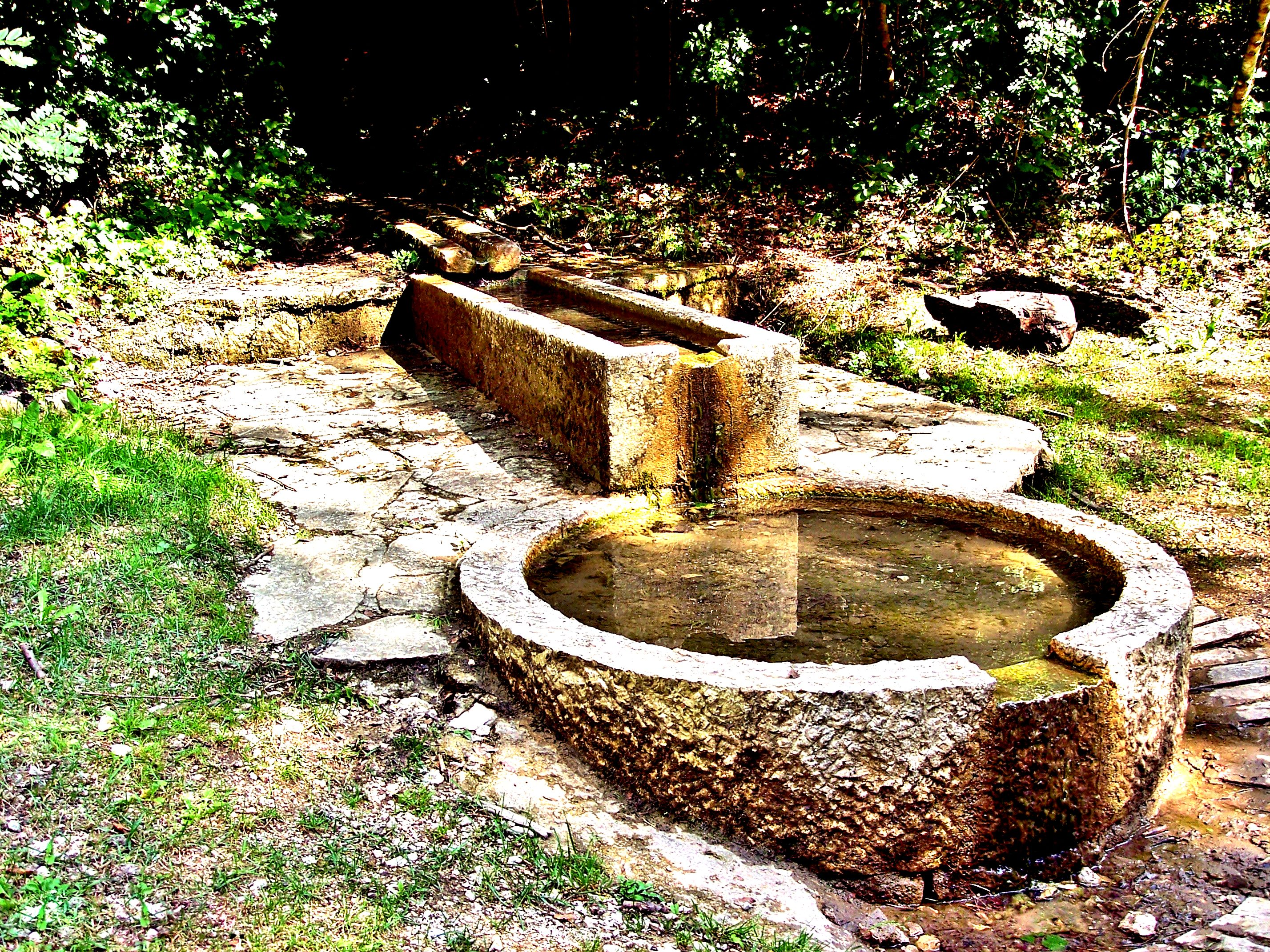
Fontaine ronde
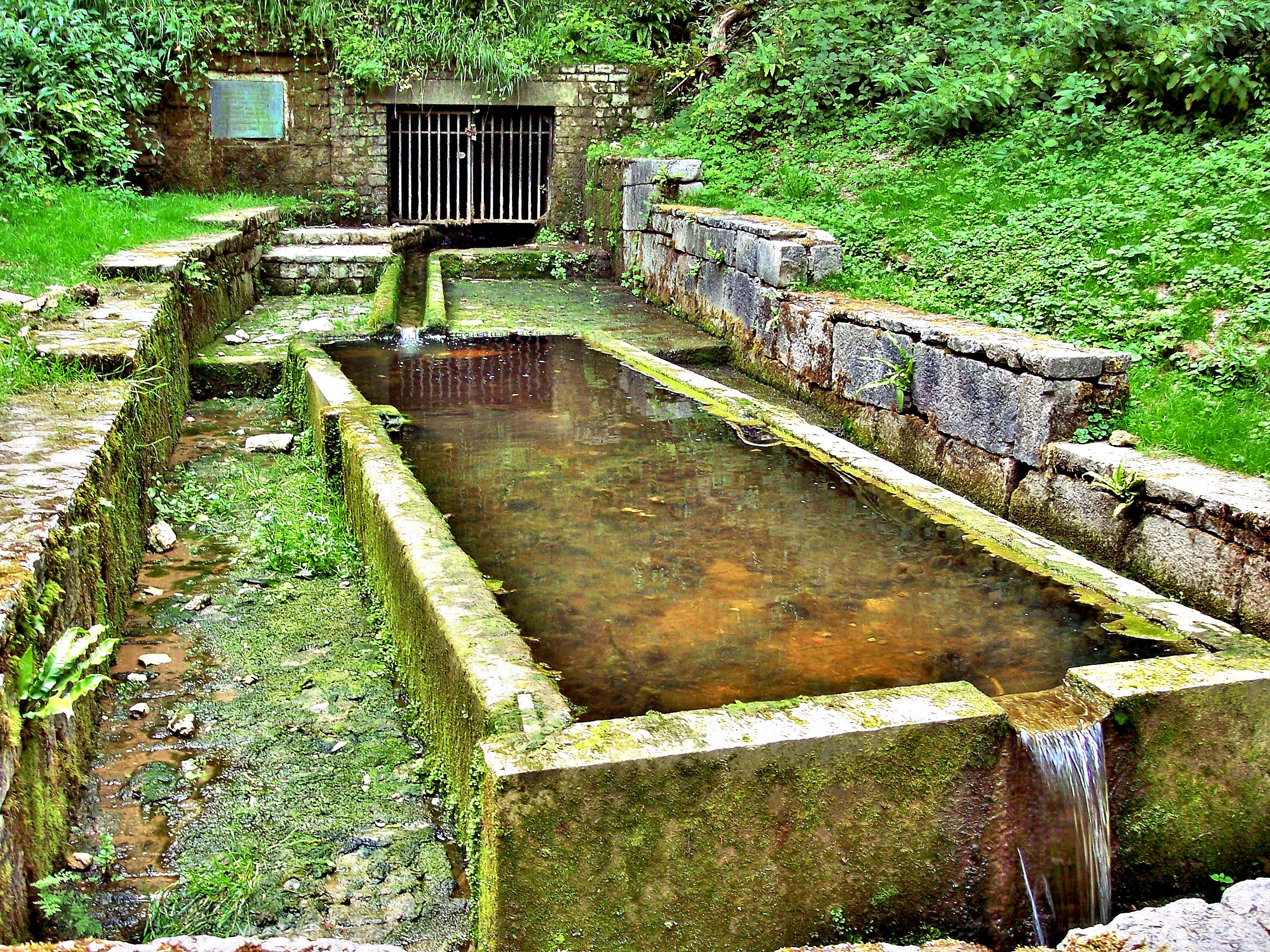
Abreuvoir de la source de la Creuse

## Personnalités liées à la commune
- Charles-Nicolas Méquillet (1728-1802), général des armées de la République, né à Blamont, décédé à Bondeval.
- Jean Nicolas Méquillet (1736-1822), général des armées de la République, né à Blamont, décédé à Héricourt (Haute-Saône).
- Albert Perronne, scientifique suisse (1891-1982).
- Le marquis de Sade y situe une partie de l'action de son roman Aline et Valcour.
- Jules Viette (1843-1894), ministre de l'agriculture sous la 3e république. Place des tilleuls, un monument salue sa mémoire[34].